# Simon Pölzel
Simon Pölzel (* um 1734 in der Steiermark; † 1806 bei Schloss Greifenstein) war ein Landschaftsgärtner.
Pölzel erhielt seine Ausbildung in Wien im kaiserlichen Augarten und im Garten des Fürsten Kamnitz. In seiner Gesellenzeit arbeitete er im Geyerswörthgarten in Bamberg. Auf Pölzel geht die Anlage des Konventgartens von Kloster Banz zurück; ferner war er an der Gestaltung des Parks der Jägersburg bei Forchheim beteiligt. Sein Hauptwerk aber war die Erweiterung und Umgestaltung des Schlossparks von Greifenstein unter den Herren von Stauffenberg, bei denen er etwa ab 1765 in Dienst war. Pölzel schuf aus der ursprünglich im französischen Stil steif und symmetrisch angelegten Barockanlage einen Landschaftsgarten nach englischem Vorbild, dessen wechselnder Blätter- und Blütenschmuck das ganze Jahr über sehenswert war und in den er etliche Pflanzen aus seiner österreichischen Heimat integrierte, die bis heute in dem verwildernden Gelände zu finden sind. Darunter sind der Braune Storchenschnabel, die Großblättrige Wucherblume und die Wohlriechende Süßdolde.
Pölzel wurde als hortulanus zelosissimus geehrt und nach seinem Tod in dem von ihm gestalteten Schlosspark bestattet. Sein Grab, das in einer Parkbeschreibung aus dem Jahr 1810 noch als Blumenstück bezeichnet wurde, ist heute kaum mehr zu erkennen. Auf dem Felsvorsprung, zu dem sieben Stufen hinaufführen, wachsen inzwischen junge Bäume. Eine Inschrift an einer Felspartie im einstigen Schlosspark rühmte möglicherweise den begabten Gärtner, ist jedoch nicht mehr sicher zu entziffern.